# Südlicher Hanuman-Langur
Der Südliche Hanuman-Langur (Semnopithecus priam) ist eine Primatenart aus der Gruppe der Schlankaffen und ist eine der sechs Arten, in die die Untergattung Hanuman-Languren innerhalb der Gattung der Indischen Languren (Semnopithecus), in jüngeren Systematiken aufgeteilt wird.

## Merkmale
Südliche Hanuman-Languren sind die kleinste Art der grauen Hanuman-Languren und erreichen eine Kopfrumpflänge von 58 bis 64 Zentimetern, der Schwanz ist mit 66 bis 101 Zentimetern deutlich länger als der Körper. Das Gewicht der Männchen variiert zwischen 11 und 13,5 Kilogramm, Weibchen sind leichter.
Wie alle Hanuman-Languren sind sie schlanke, langschwänzige Tiere. Ihr Fell ist gelblich-weiß gefärbt, der Rücken und die Gliedmaßen können etwas dunkler sein. Von allen anderen Hanuman-Languren unterscheiden sie sich durch den Haarschopf an der Oberseite des Kopfes. Das Gesicht ist dunkel und unbehaart, die Überaugenwülste sind ausgeprägt.

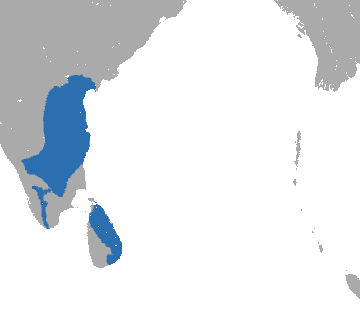
Verbreitungsgebiet des Südlichen Hanuman-Languren

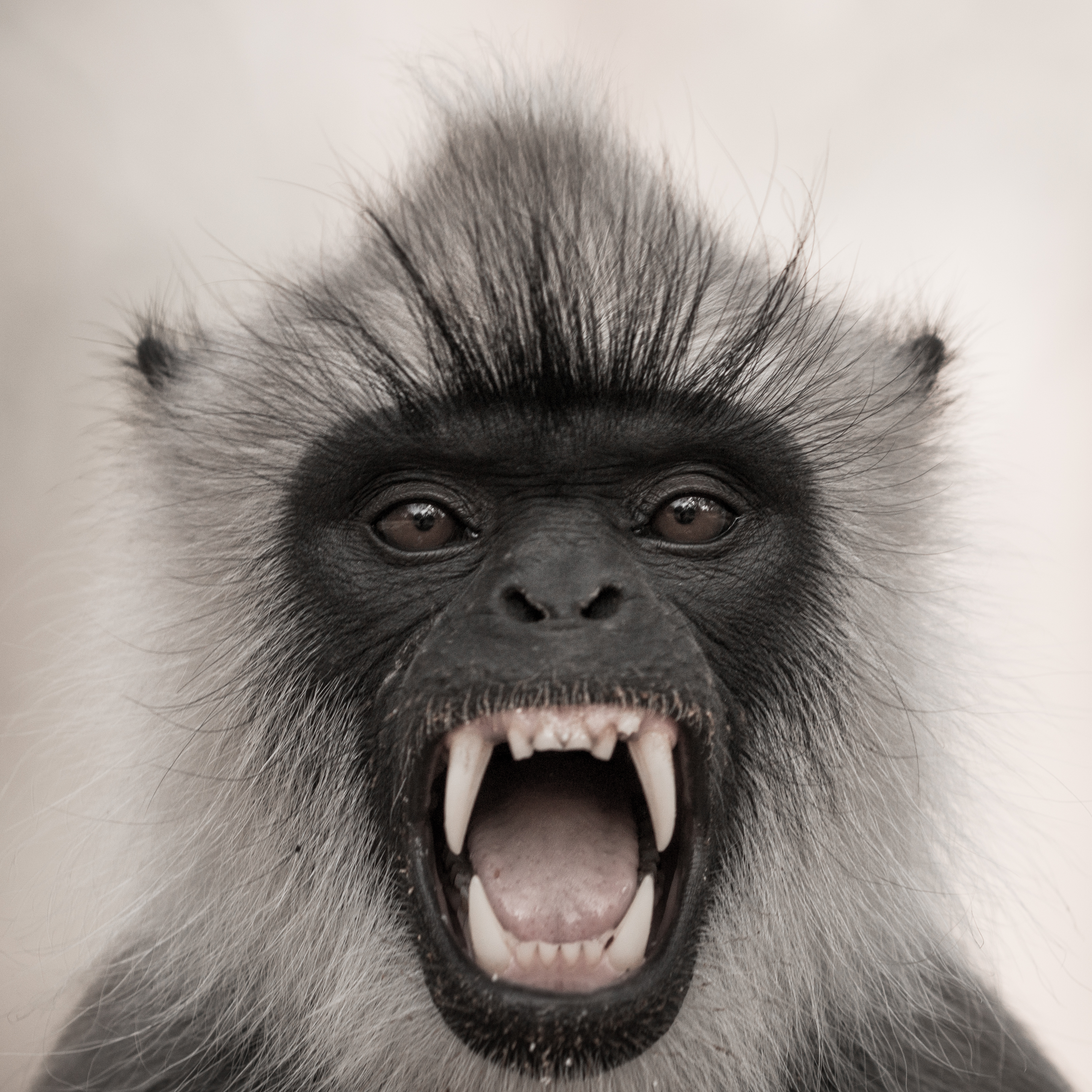
Porträt eines Südlichen Hanuman-Languren

## Verbreitung und Unterarten
Südliche Hanuman-Languren leben im südöstlichen Indien sowie – als einzige Art der grauen Hanuman-Languren auf Sri Lanka. 
Es gibt drei Unterarten:
- Semnopithecus priam priam lebt in einem stark fragmentierten Verbreitungsgebiet, das sich vom Fluss Krishna im Norden bis zum Distrikt Tirunelveli im Süden erstreckt und Teile der Bundesstaaten Andhra Pradesh, Karnataka, Tamil Nadu und Kerala umfasst.
- Semnopithecus priam aniches lebt im Süden des Dekkan. Sichere Vorkommen befinden sich in den Distrikten Kurnool in Andhra Pradesh und Tumakuru in Karnataka.
- Semnopithecus priam thersites kommt im trockeneren Osten von Sri Lanka von der Jaffna-Halbinsel im Norden bis zur Südküste vor.

Lebensraum sind vorwiegend trockene Laubwälder, aber auch andere Waldformen. Sie sind auch in der Nähe des Menschen, beispielsweise in Gärten zu finden.

## Lebensweise
Diese Primaten sind wie alle Altweltaffen tagaktiv, sie halten sich sowohl in den Bäumen als auch am Boden auf. Sie leben meist in Haremsgruppen, die sich aus einem Männchen, mehreren Weibchen und dem dazugehörigen Nachwuchs zusammensetzen. Manchmal kommen auch gemischte Gruppen (mehrere Männchen und Weibchen) vor; die übrig gebliebenen Männchen bilden oft Junggesellengruppen. Sie sind vorwiegend Pflanzenfresser und verzehren vorwiegend Blätter, Früchte und Blüten. (Näheres siehe unter Lebensweise der Hanuman-Languren.)
Aufgrund der Bejagung und der Lebensraumzerstörung wird die Art von der IUCN als „gering gefährdet“ (near threatened) gelistet.

## Belege
1. 1 2  D. Zinner, G. H. Fickenscher & C. Roos: Family Cercopithecidae (Old World monkeys). Seiten 736–737 in Russell A. Mittermeier, Anthony B. Rylands & Don E. Wilson: Handbook of the Mammals of the World: Primates: 3. ISBN 978-8496553897